# Upper Hutt
Upper Hutt is een stad in de regio Wellington op het Noordereiland van Nieuw-Zeeland.
Upper Hutt ligt 30 km noordoost van de stad Wellington, en is gebouwd in de noordelijke vallei van de Hutt River. Er loopt een treinverbinding naar Wellington.

## Geschiedenis

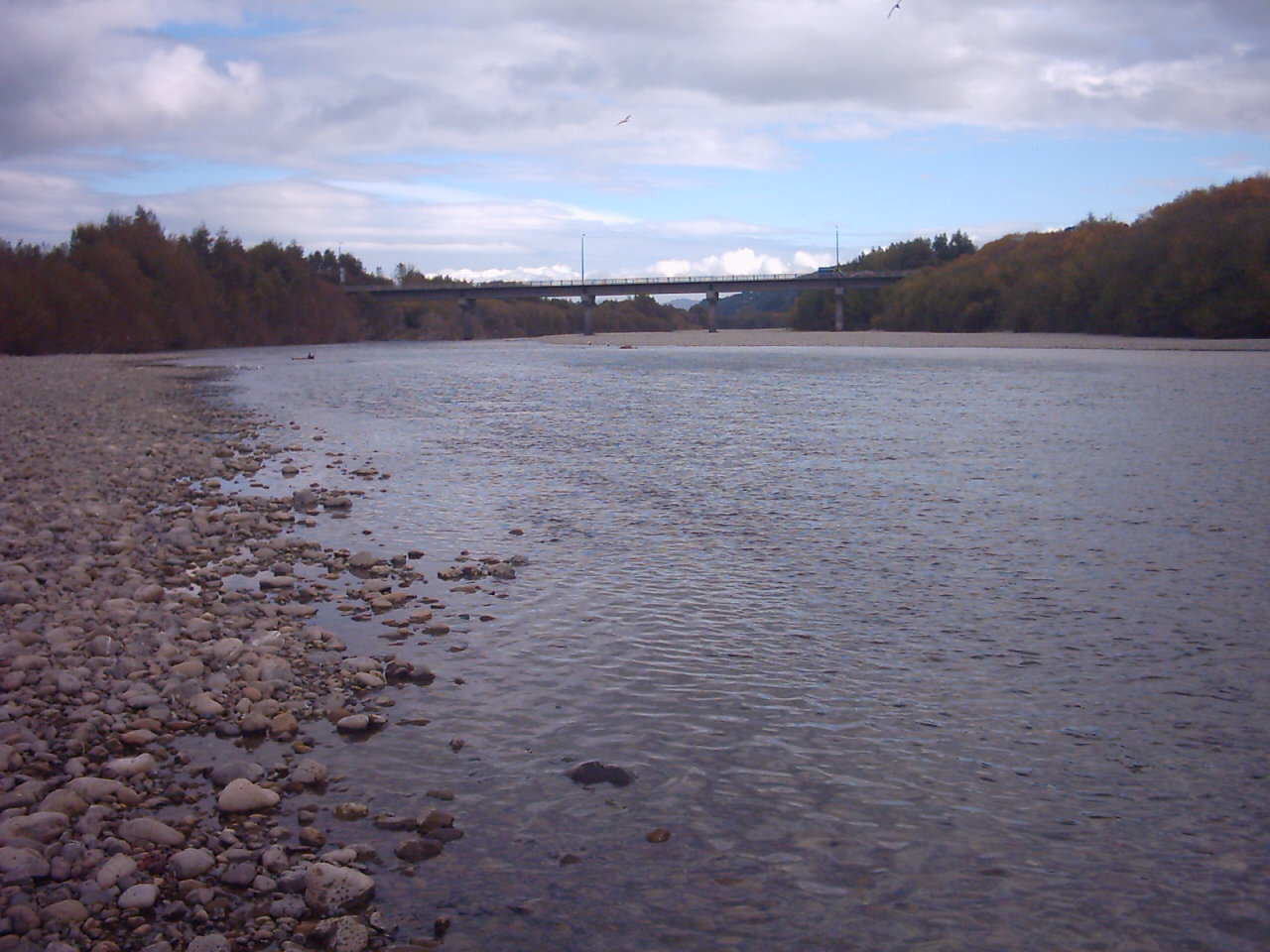
Hutt River

Upper Hutt is in de regio voorheen bekend als Orongomai, en de rivier heette Heretaunga. De eerste bewoners van het gebied waren Māori van de Ngai Tara iwi. Toen de eerste westerse immigranten kwamen rond 1840 was de regio onderdeel van de Te Atiawa rohe.
Richard Barton, die zich vestigde in Trentham in 1841 was de eerste Europese bewoner. James Brown vestigde zich in 1848 in het gebied, waar later het centrum van Upper Hutt zou ontstaan.
De spoorlijn van Wellington verbond Upper Hutt op 1 februari 1876. De lijn liep twee jaar later door tot Kaitoke aan het einde van de vallei en eind 1878 ging de lijn door tot Featherston in Wairarapa en opende op 12 oktober.
Upper Hutt was oorspronkelijk een onderdeel van Hutt County. Het werd officieel als plaats aangeduid op 24 april 1908 en Upper Hutt werd uiteindelijk op 2 mei 1966 een stad.

## Recreatie
Upper Hutt is een populair wandel- en mountainbikegebied. Ook voetbal is opvallend populair in Upper Hutt. Upper Hutt is een van de weinige plaatsen in Nieuw-Zeeland met meer geregistreerde voetballers dan rugbyers.
Upper Hutt heeft ook een golfbaan in Heretaunga en een autoracebaan.

## School
- Heretaunga College
- Hutt International Boys' School, Trentham
- St. Patrick's College, Silverstream
- Upper Hutt College

## Zustersteden
- Mesa, Arizona, Verenigde Staten